# Тян Гым Чер
Тян Гым Чер (кор. 장금철, 1916 год, Владивосток — 21 января 1999 год) — агроном колхоза «Авангард» Чиилийского района Кзыл-Ординской области, Казахская ССР. Герой Социалистического Труда (1949).

## Биография
Родился в 1916 году во Владивостоке.
После депортации корейцев был определён вместе с родителями на спецпоселении в Чиилийском районе Кызыл-Ординской области Казахской ССР. После окончания в 1940 году Кзыл-Ординского сельскохозяйственного техникума направлен агрономом в рисоводческий колхоз «Авангард» Чиилийского района в селе Акмая.
В 1940 году применил передовые агрономические методы с использованием новых сортов риса, в результате чего урожайность риса в колхозе в этом году выросла с 20 до 49 центнеров с гектара, а звено Ким Ман Сама собрала рекордный урожай в размере 80 центнеров риса с каждого гектара.
В 1948 году благодаря внедрению в колхозе достижений науки и передового опыта, которые применил во время весеннего сева Тян Гым Чер, колхоз собрал рекордный урожай риса. В частности, Тян Гым Чер впервые в районе применил химическую прополку посевов от сорняков. В этом году было собрано в среднем по 80 центнеров риса с посевной площади 40 гектаров. За эти высокие показатели в рисоводстве был удостоен в 1949 году Звания Героя Социалистического Труда.
С 1960 года колхоз перешёл на механизированное возделывание риса, что позволило значительно увеличить посевную площадь. В 1966 году колхоз «Авангард» благодаря деятельности Тян Гым Чера собрал в среднем по 30,3 центнеров риса с каждого гектара с посевной площади в 1100 гектаров. План продажи государству риса составил 115 %.
Участвовал во Всесоюзной выставке ВДНХ.

## Награды
- Герой Социалистического Труда — указом Президиума Верховного Совета СССР 20 мая 1949 года
- Орден Ленина